# George Gamow
George Anthony Gamow (ursprünglich russisch Георгий Антонович Гамов/ Georgi Antonowitsch Gamow; * 20. Februarjul. / 4. März 1904greg. in Odessa, damals Russisches Kaiserreich, heute Ukraine; † 19. August 1968 in Boulder, Colorado) war ein sowjetischer, nach seiner Flucht 1933 in die USA seit 1934 dort tätiger Physiker und Hochschullehrer. Er trug wesentlich zur Kernphysik und zur Urknall-Theorie bei und sagte 1948 mit seiner Arbeitsgruppe die kosmische Hintergrundstrahlung voraus, 16 Jahre bevor sie entdeckt wurde.

## Leben
Gamow studierte in seiner Heimatstadt Odessa von 1922 bis 1923 und an der Universität Leningrad von 1923 bis 1929 Physik. In Leningrad studierte er bei dem bedeutenden Kosmologen und Mathematiker Alexander Friedmann, bis dieser 1925 starb. Um die neue Quantenmechanik kennenzulernen, arbeitete er ab 1928 mehrere Monate bei Max Born an der Georg-August-Universität in Göttingen, wo er sich erstmals überhaupt mit ihrer Anwendung auf den Atomkern beschäftigte und unter anderem die noch heute gängige Theorie zum Verständnis des Alpha-Zerfalls mittels Tunneleffekt publizierte. Dort lernte er unter anderen Fritz Houtermans kennen. Dieser schlug ihm vor, den umgekehrten Vorgang, den Beschuss eines Kerns mit einem Proton oder Alpha-Teilchen zu behandeln. So begründeten sie die Nukleosynthese von chemischen Elementen in Sternen. Anschließend folgte ein Studienjahr bei Niels Bohr in Kopenhagen.
1929 kehrte Gamow in die Sowjetunion zurück, aber schon bald zog es ihn wieder in den Westen: Er ging nach Cambridge, um an der dortigen Universität mit Ernest Rutherford zusammenzuarbeiten, und erneut nach Kopenhagen. Nach seiner Rückkehr 1931 und der Eheschließung mit der Physikerin Ljubow Wochminzewa wurde Gamow immer mehr von der sowjetischen Geheimpolizei OGPU unter Druck gesetzt, was in ihm Widerstand gegen das Stalin-Regime erweckte. Daher beschloss er heimlich, endgültig in den Westen zu fliehen. Da eine legale Ausreise für ihn zu diesem Zeitpunkt nicht mehr möglich war, versuchte er 1932 mit seiner Frau in einem Kajak das Schwarze Meer in Richtung Türkei zu überqueren, was aber ebenso wie ein im gleichen Jahr unternommener Versuch, in der Barentssee Richtung Norwegen zu fliehen, aufgrund stürmischen Wetters scheiterte. Ein Jahr später erhielt er die Erlaubnis, zusammen mit seiner Frau zu einer Solvay-Konferenz nach Brüssel zu reisen; diese Gelegenheit nutzte er schließlich zur Flucht in die USA. 
Wegen seiner Herkunft wurde er dort nicht zur Mitarbeit am Manhattan-Projekt, der 1941 begonnenen Forschung an der Atombombe, zugelassen, obwohl er wegen seiner Flucht aus der Sowjetunion dort bereits in Abwesenheit zum Tode verurteilt worden war. Dies lag auch daran, dass spätestens der politische Mord an Leo Trotzki im Jahr 1940 den US-amerikanischen Behörden gezeigt hatte, dass auch in Amerika ein weit verzweigtes Netz sowjetischer Agenten existierte und man auf keinen Fall Informationen über das Projekt an die Sowjetunion weitergeben wollte. Das in Gamows Fall unbegründete Misstrauen war jedoch für seine wissenschaftliche Arbeit kein Rückschlag: An der George Washington University in Washington DC entstanden zahlreiche bahnbrechende Arbeiten in Zusammenarbeit mit Edward Teller und Ralph Alpher. Beispielsweise führte er in Zusammenarbeit mit Teller 1934 bis 1936 Gamow-Teller-Übergänge in die Theorie des Betazerfalls ein. George Gamow arbeitete mit dem Studenten Ralph Alpher und dem deutschen Physiker Hans Bethe an der Theorie der Entstehung schwerer Elemente nach dem Urknall. Diese Theorie ist bekannt unter dem Theorem der primordialen Nukleosynthese.

## Wirken in den USA
Der Schüler von Niels Bohr und Ernest Rutherford war Professor in Leningrad, Washington, D.C. und Boulder (Colorado) und entwickelte ein eigenes, nach ihm benanntes Atommodell. Seine Arbeiten über die Theorien des Alphazerfalls von Atomkernen (Tunneleffekt), der thermonuklearen Reaktionen, der Entstehung der Sterne und der Elemente (Alpher-Bethe-Gamow-Theorie) sowie des Betazerfalls wurden weltweit beachtet.

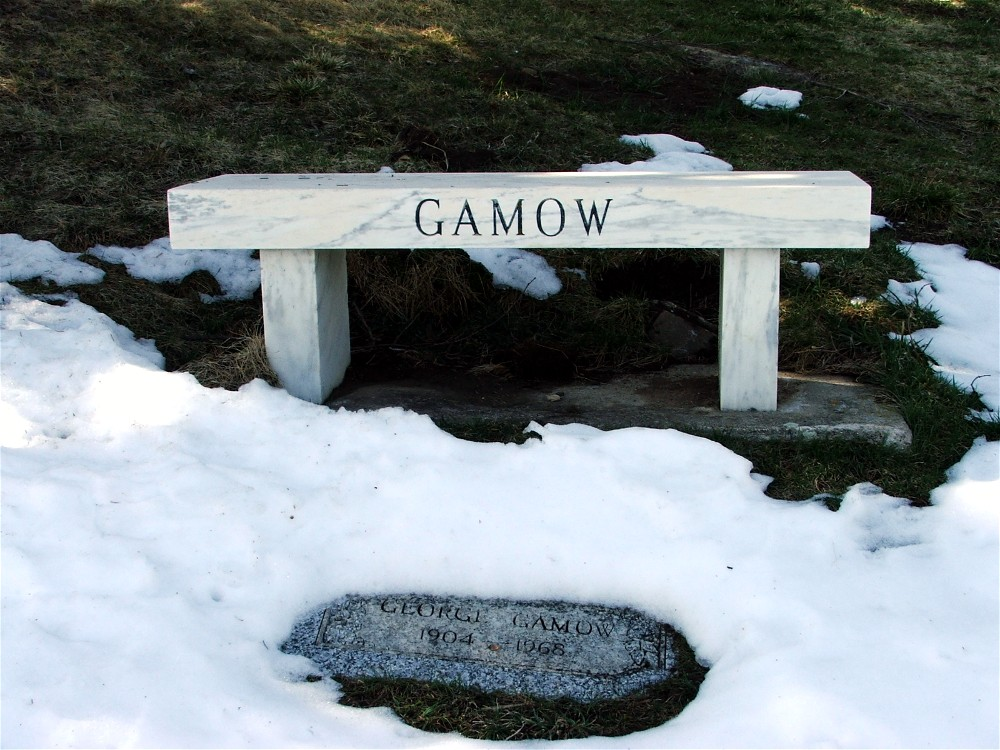
Gamows Grab in Boulder, Colorado

George Gamow war einer der Begründer der Theorie eines Urknalls und des sich ausdehnenden Weltalls und entwickelte dazu 1948 ein erstes Konzept über einen heißen Anfang des Universums. Schon 1948 sagte er mit seiner Arbeitsgruppe die kosmische Hintergrundstrahlung (engl. cosmic microwave background radiation, CMBR) voraus, die dann 1964 entdeckt wurde.
Gamow gab Francis Crick den ersten Anstoß zur Aufklärung des genetischen Codes, als er ihm in einem Brief mitteilte, dass für die Kodierung von 20 Aminosäuren mindestens Dreier-Kombinationen (Tripletts) der 4 Basen der DNS nötig sind (da mit zwei Basen nur {\displaystyle 4^{2}=16} Aminosäuren kodierbar sind). Er veröffentlichte dies auch 1954 in einem Brief an Nature und in den Mitteilungen der dänischen Akademie der Wissenschaften. Gamow wollte in den Nature-Artikel auch Mr. Tompkins, die Hauptfigur einiger seiner populärwissenschaftlichen Bücher, als Ko-Autor einschmuggeln, was aber ein aufmerksamer Redakteur unterband. 
In ebenso scherzhafter Manier gründete er den „RNA Tie Club“, dessen Anzahl von Mitgliedern auf die Anzahl der Aminosäuren (20) beschränkt war und dem unter anderem Francis Crick und James D. Watson, die Entdecker der Doppelhelixstruktur der DNA, und der Physiker Richard Feynman angehörten. Den von ihm auserwählten Mitgliedern hatte Gamow jeweils eine Aminosäure als Dreibuchstabencode zugeordnet. Diese Codes, beispielsweise ALA für Gamow selbst, TYR für Crick, PRO für Watson und GLY für Feynman, fanden sich auch auf den Krawattennadeln für die eigens nach Gamows Entwurf für die Klubmitglieder angefertigten Krawatten.
Daneben war Gamow auch publizistisch tätig und schrieb einige populärwissenschaftliche Bücher über atomphysikalische und kosmologische Phänomene, die sogenannte Mr. Tompkins-Reihe.

## Persönliches
Am 4. November 1935 wurde in Georgetown sein Sohn Rustem Igor geboren, der später Mikrobiologe wurde. Gamows erste Ehe wurde 1956 geschieden. Von 1958 bis zu seinem Tod war er mit Barbara Perkins Gamow verheiratet. Das Grab Gamows und seiner zweiten Ehefrau befindet sich auf dem Green Mountain Cemetery in Boulder (Colorado).

## Ehrungen
1932 wurde Gamow zum korrespondierenden Mitglied der Akademie der Wissenschaften der UdSSR gewählt. Er wurde 1937 Fellow der American Physical Society. 1953 wurde er zum Mitglied der National Academy of Sciences gewählt. 1956 wurde er mit dem Kalinga-Preis für die Popularisierung der Wissenschaft ausgezeichnet.
1970 wurde der Mondkrater Gamow und 1999 der Asteroid (8816) Gamow nach ihm benannt.
Am 19. Oktober 2015 wurde in Göttingen an dem Haus Herzberger Landstraße 6 für Gamow eine Gedenktafel angebracht. Er wohnte dort 1928 für drei Monate, während er seine fundamentale Arbeit über den Tunneleffekt schrieb.

## Bibliografie (Auswahl v.a. deutscher Titel)
- Mr. Tompkins im Wunderland oder Träumereien von c, g und h, Paul Zsolnay, Wien 1954 (Mr. Tompkins in Wonderland, Macmillan Publishers, New York 1940)
- Mr. Tompkins Explores the Atom (Cambridge University Press, Cambridge 1945)

(Nachdruck beider Bücher in Mister Tompkins in Paperback. Cambridge University Press, Cambridge 1993, ISBN 0-521-44771-2;
auf Deutsch: Mr. Tompkins' seltsame Reise durch Kosmos und Mikrokosmos. Vieweg + Teubner Verlag, Braunschweig/Wiesbaden 1980, ISBN 3-528-08419-7)
- Die Lebensgeschichte der Erde, F. Bruckmann, München 1941 (zuvor engl. Ausgabe Biography of the Earth, Viking Press, New York 1941)
- Geburt und Tod der Sonne, Birkhäuser, Basel 1947
- Eins, zwei, drei...Unendlichkeit, Goldmann, München 1958 (One Two Three...Infinity, Viking Press, New York 1947)
- Die Geburt des Alls, Reich, München 1959 (The Creation of the Universe, Viking Press, New York 1952)
- Nicht mehr per Sie mit dem Atom, Physik Verlag, Mosbach 1963
- Biographie der Physik, Econ, Düsseldorf/Wien 1965
- My Worldline (Autobiographie), Viking Press, New York 1970